# Anemallota praetoriella
Anemallota praetoriella är en fjärilsart som beskrevs av Hugo Theodor Christoph 1872. Anemallota praetoriella ingår i släktet Anemallota och familjen äkta malar. Inga underarter finns listade i Catalogue of Life.